# رندال رید
رندال رید (انگلیسی: Randall Reed؛ زادهٔ ۱۹۶۷) ژنرال نیروی هوایی ایالات متحده آمریکا است، که از اکتبر ۲۰۲۴ فرماندهی ترابری ایالات متحده آمریکا را برعهده دارد.
رید فعالیت نظامی را از سال ۱۹۸۹ در نیروی هوایی آمریکا آغاز کرد، از ۲۰۱۲ تا ۲۰۱۴ فرماندهی لشکر ۵۲۱ عملیات متحرک هوایی را برعهده داشت و از ۲۰۱۴ تا ۲۰۱۵ مدیر گروه اجرایی مشترک رئیس ستاد نیروی هوایی و وزیر نیروی هوایی بود.
وی در فاصله سال‌های ۲۰۱۵ تا ۲۰۱۸ به‌عنوان معاون طرح‌ها، الزامات و برنامه‌های راهبردی فرماندهی تحرک هوایی فعالیت می‌کرد، از ۲۰۱۸ تا ۲۰۲۰ وابسته نظامی آمریکا در ترکیه بود و از ۲۰۲۰ تا ۲۰۲۲ فرماندهی نیروی هوایی سوم را برعهده داشت و از ۲۰۲۲ تا ۲۰۲۴ به‌عنوان جانشین فرماندهی تحرک هوایی فعالیت می‌کرد. 